# Dananir al-Kufiya (Sängersklavin)
Dananir al-Kufiya, arabisch دنانير, DMG Danānīr, auch Dananir al-Kunasiya geb. im 8. oder 9. Jahrhundert; gest. vor 823/4, war eine aus Kufa, im heutigen Irak, stammende Sängersklavin im Besitz von Abu Yahya Muhammad bin Kunasa.

## Leben
Dananir war eine aus Kufa stammende muwallada, ein Kind von ethnisch verschiedenen Eltern. Sie wurde von dem Dichter, Philologen und Erzähler Abu Yahya Muhammad Ibn Kunasa (741–823/4) aufgezogen und zu einer Sängersklavin ausgebildet.
Sie wird als in der arabischen Hochsprache und literarisch ausgebildete Dichterin beschrieben, die zudem musikalisch gebildet und eine begnadete Geschichtenerzählerin war. Ibn Kunasa lehnte es auch gegen das Angebot von tausenden Dirham oder Dinaren ab, sie zu verkaufen. Sie starb bereits vor dem Ableben ihres Besitzers.

## Rezeption
Dananir wird in der klassisch-arabischen Literatur unter anderem in den Werken von Abū l-Faradsch al-Isfahānī (897–967) erwähnt, der ihre Dichtkunst rückblickend als überlegen gegenüber der des Dichters Abu 'Ubada al-Walid bin 'Ubaid al-Buhturi (821–897) bewertete. Ebenso findet sie Erwähnung im Lexikon-Werk Masālik al-abṣār von Ibn Fadlallah al-Umari (1301–1349).

## Namensvetterin
Sie ist nicht zu verwechseln mit der Sängersklavin Dananir al-Barmakiyya, die etwa zeitgleich lebte.